# موخووو (نووی پازار)
موخووو (به صربی: Muhovo) یک منطقهٔ مسکونی در صربستان است که در نووی پازار واقع شده‌است. موخووو ۵۴۵ نفر جمعیت دارد.